# ジョー・ランフト
ジョー・ランフト（Joe Ranft, 1960年3月13日 - 2005年8月16日）は、アメリカ合衆国のカリフォルニア州パサディナ生まれの、アニメーション脚本家、声優。おもにピクサーとディズニーの作品を手がける。ピクサーではストーリー部門の総轄をしていた。弟はピクサーのキャラクター彫刻家、声優のジェローム・ランフトがいる。
交友範囲が広く、ティム・バートンとはカリフォルニア芸術大学来の親友。また、ジョン・ラセターやブラッド・バードともそのころから交友がある。また、ディズニー時代からヘンリー・セリックとの交友がある。

## 来歴
1982年カリフォルニア芸術大学に入学しアニメーションを学び、卒業後ディズニーに就職、1980年代はそこで脚本作成、ストーリー構成を主として仕事をしている。途中で『ブレイブ・リトル・トースター』に携わるため一度ディズニーから退社しているがその後、ディズニーにもどる。ディズニーでは『ビアンカの大冒険 ゴールデン・イーグルを救え!』、『美女と野獣』などの作品で脚本作成に参加している。
その後、『ナイトメアー・ビフォア・クリスマス』に関わる為に、ディズニーを退社。この作品ではストーリーボード監修として参加している。
1992年からピクサーの作品制作に参加、『トイ・ストーリー』では脚本制作をしている。
『ジャイアント・ピーチ』制作の為に、ピクサーを一旦退社、その後ピクサーに戻り、劇場公開作品すべてに携りまた声優としても参加している。主にヨーロッパ語訛りの声のキャラクターの声を担当。
日本語吹き替えは星野充昭、楠見尚己、斎藤志郎、桜井敏治、佐古正人、島香裕、八代駿の7人が担当した。
2005年8月16日、旅行のために友人のエレグバ・アールが運転するホンダ・エレメントで州道1号線を北上中、メンドシーノ郡ナバロ川河口付近で車がガードレールを超えて海へ墜落するという自動車事故に遭い死亡した。満45歳没。但し、2人とともに車に同乗していたエリック・フリーソンはサンルーフのおかげで一命を取り留めたという。
『カーズ』制作中に死去したことから、追悼の言葉がエンディングに追加された。またヘンリー・セリックは「彼は私たちの世代において物語の巨人だった」と述べている。
死後に弟のジェロームは兄が声を担当していた『カーズ』のレッド役及び『ファインディング・ニモ』のジャック役をいずれも続編の作品で引き継いでいる。

## 私生活
1985年にスー・バリー＝ランフトと結婚。2人の子供をもうける。

## 作品リスト
- 1987年 - 『ブレイブ・リトル・トースター』The Brave Little Toaster （脚本）
- 1994年 - 『ナイトメアー・ビフォア・クリスマス』 The Nightmare Before Christmas （ストーリーボード監修）
- 1995年 - 『トイ・ストーリー』 Toy Story　（脚本）
- 1996年 - 『ジャイアント・ピーチ』 James and the Giant Peach　（ストーリーボード監修）
- 1998年 - 『バグズ・ライフ』 A Bug's Life　（脚本）
- 1999年 - 『トイ・ストーリー2』 Toy Story 2　（脚本監修）
- 2006年 - 『ティム・バートンのコープスブライド』Corpse Bride（エグゼクティブ･プロデューサー）
- 2006年 - 『カーズ』Cars（監督）

## 声優参加作品

### 映画
- 『ブレイブ・リトル・トースター』 エルモ・セント・ピータース役及び邪悪なピエロ役
- 『ナイトメアー・ビフォア・クリスマス』 イゴール役
- 『トイ・ストーリー』 レニー役
- 『ムーラン』 隊員役
- 『バグズ・ライフ』 ハイムリック役及び不平を言うハエ役
- 『トイ・ストーリー2』 ウィージー役及びレニー役、ハイムリック役
- 『スペース・レンジャー バズ・ライトイヤー 帝王ザーグを倒せ!』 ウィージー役
- 『モンキーボーン』 ストリートスクワッシュド・ラビット役
- 『モンスターズ・インク』　クロウズ役
- 『ファインディング・ニモ』 ジャック役
- 『Mr.インクレディブル』 兵士役
- 『ティム・バートンのコープスブライド』 その他の声の出演役
- 『カーズ』 レッド役及びジェリー・リサイクルド・バッテリーズ役

### ゲーム
- 『アニメーション・ストーリーブック トイ・ストーリー』 レニー役
- 『バグズ・ライフ』 ハイムリック役
- 『モンスターズ・インク　スクリームアリーナ』 クロウズ役
- 『ファインディング・二モ』 ジャック役
- 『ディズニーのエクストリームスケートアドベンチャー』 ウィージー役
- 『カーズ マスター全国選手権』 レッド役

### テーマパーク
- 『ハイムリックのチューチュー・トレイン』 ハイムリック役
- 『ハイムリック・キャンディ・コーン・トス』 ハイムリック役